# Lou Pecora
Lou Pecora é um especialista em efeitos especiais americano. Como reconhecimento, foi nomeado ao Oscar 2015 na categoria de Melhores Efeitos Visuais por X-Men: Days of Future Past.